# Stuart Robles de Medina

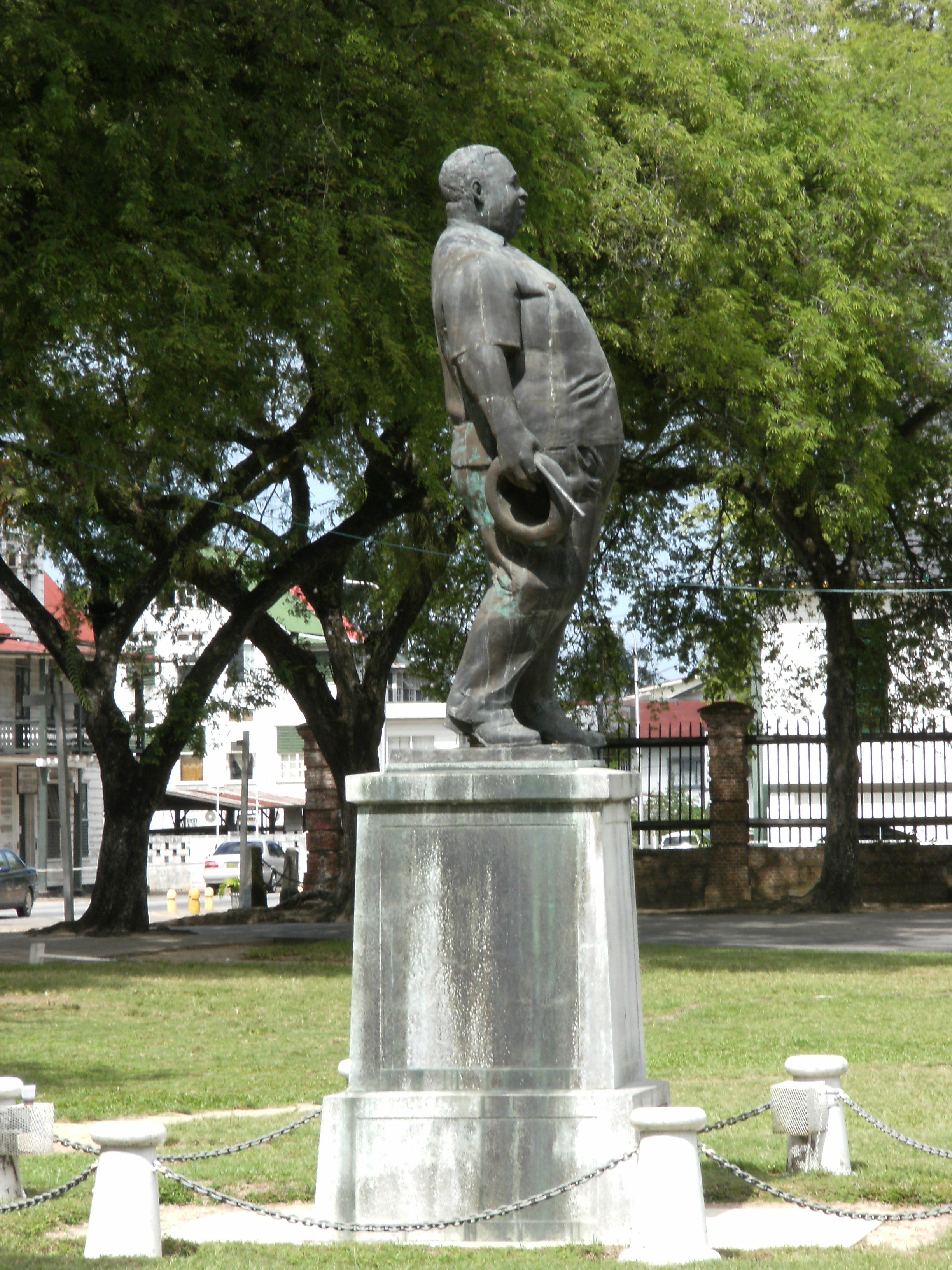
Standbeeld van Johan Adolf Pengel op het Onafhankelijkheidsplein

Stuart Sasha Henricus Robles de Medina (Paramaribo, 14 december 1930 – Eindhoven, 20 mei 2006), was een Surinaams beeldhouwer, kunstschilder en ontwerper.

## Privé
Stuart werd geboren op 14 december 1930 in Paramaribo als derde kind (van negen) van René Ellery Robles de Medina en Augusta Juliette Veira.
Stuart Robles de Medina was getrouwd en vader van vijf kinderen. Na een ziekbed overleed hij op 75-jarige leeftijd in zijn woonplaats Eindhoven.

## Opleiding
Robles de Medina studeerde in Tilburg en bij Paul Citroen in Den Haag. Vervolgens ging hij terug naar Suriname, alwaar hij de opleiding MO Tekenen en Handenarbeid opzette.

## Loopbaan
Als kunstenaar heeft Robles de Medina enkele grote opdrachten gekregen waarvan de resultaten in Paramaribo te vinden zijn. Een van deze opdrachten was het standbeeld van Johan Adolf Pengel op het Onafhankelijkheidsplein. Na het overlijden van Pengel in 1970 kreeg Robles de Medina de opdracht om een standbeeld te vervaardigen. Het uit brons vervaardigde beeld werd op 5 juni 1974 onthuld door mevrouw L.E.J. Pengel-Augustuszoon.
Op 8 mei 1966 bestond de Staten van Suriname 100 jaar. Ter gelegenheid hiervan werd een door Robles de Medina vervaardigd monument onthuld op Spanhoek. Het monument is gemaakt van brons en gegoten tussen januari en april 1966 bij Gieterij Joosten (Soest, Nederland). Mart Joosten kwam met het monument naar Suriname en Per Abramsen heeft het technisch begeleid zowel het plaatsen van het werk en tot en met de opening. De firma Reli heeft de fontein en de sokkel vervaardigd. Op 8 mei 1966, de 100ste verjaardag van de Staten van Suriname, werd het monument onthuld.
Voor het Universitair Medisch Centrum Utrecht ontwierp hij een beeld voor de Catharijneprijs die om de twee jaar wordt toegekend voor medisch onderzoek. Zijn broer Etienne was hoogleraar cardiologie in Utrecht.
Als ontwerper ontwierp hij onder meer postzegels. Hij schilderde ook, de meeste van zijn werken bevinden zich in particuliere collecties. Ten minste een werk is eigendom van het Surinaams Museum te Paramaribo.

## Onderscheidingen
Op 24 april 2006 is door toenmalig president Ronald Venetiaan aan Stuart Robles de Medina de orde Commandeur in de Ere-Orde van de Gele Ster toegekend. De onderscheidingstekenen werden door een vertegenwoordiger van de Surinaamse Ambassade te Den Haag op zijn ziekbed bij hem omgehangen.